# San Pedro Museo de Arte
El San Pedro Museo de Arte, conocido anteriormente como el Museo Poblano de Arte Virreinal, es un espacio dedicado principalmente al acervo pictórico novohispano del siglo XIX. El inmueble que lo alberga fue acondicionado como museo en el año 2000 y el cual cuenta con más de mil metros cuadrados, divididos en 8 diferentes salas para exposiciones temporales, una sala dedicada a la exposición permanente, un auditorio, una sala de conciertos, una biblioteca y un anexo al museo.
Destaca por su inmenso patio decorado con un elegante estilo de arquería además de ser el segundo museo más grande en Puebla.

## Historia
La construcción del edificio tuvo origen en el año 1541 en el que fuera el antiguo templo de San Pedro, la finalidad fue la construcción de un hospital a petición Fray Julián Garcés obispo de Tlaxcala en aquel tiempo.
Durante el año de 1647 se termina su construcción como el Hospital de San Pedro Apóstol, bajo el mandato del obispo de Juan de Palafox y Mendoza, siendo el principal nosocomio de la Angelopolis ofreciendo un servicio impecable a la comunidad incluso llegando a ser el centro médico experimental más relevante de la época del virreinato.
Rumbo a finales del siglo XIX el hospital experimentó una etapa importante debido al desarrollo de la ciencia médica, la mejora de las condiciones en la hospitalización y el buen trato que se le proporcionaba a los pacientes.
En 1867, posterior a la invasión francesa pasó a ser el Hospital General del Estado, en el año 1917 el hospital se trasladó al edificio Jesús Carranza quedando el edificio de San Pedro abandonado.
En el año 1946 se utilizó como el Palacio de los Deportes, donde se adaptó el patio a una cancha de basquetbol techada.
En el año 1964 fue la sede de la Escuela de Arte Teatral de Puebla, hasta que durante el año 1980 se convirtió en el Archivo General de Puebla registro civil entre otras dependencias.
No fue hasta el año 1998 después de una restauración y adecuado para ser el museo Poblano de Arte Virreinal nombre que se le dio hasta el año 2002 donde se cambió por San Pedro Museo de Arte, haciendo referencia al nombre original del edificio.

## Acervo y organización
El museo cuenta con 8 salas disponibles para las exhibiciones temporales siendo uno de los espacios más grandes en la entidad.
Su colección pictórica de la época Virreinal del siglo XVII y XVIII contiene obras de artistas como Miguel Jerónimo Zendejas, Vicente Manuel Talavera, Luis Barrueco Gaspar Conrado y Cristóbal de Villalpando.
Entre sus exposiciones permanentes están la del Antiguo Hospital de San Pedro y el Albergue de la Memoria.
En la sala principal se presenta el panorama de las etapas históricas del edificio además de cómo se prestaban los servicios médicos, tiene entre su material instrumentación médica, diferentes maquetas, así como los registros de enfermos, además de recreaciones de la botánica del hospital y diferentes pinturas que recrean los casi 300 años de servicios médicos que prestó.
Las principales obras pictóricas se encuentran en la misma sala de exhibiciones permanentes además de contar con el desarrollo del arte plástico de Puebla.
La biblioteca es un recinto que cumple con la arquitectura del lugar, cuenta con más de 8000 volúmenes de temas generales y además cuenta con área especializada en arte e historia virreinal, todos pueden ser consultados gratuitamente.

## Espacios en el interior
- Librería EDUCAL
- Biblioteca pública
- Auditorio (Capacidad para 120 personas)

### Exposiciones temporales
De las 8 salas 2 son especiales en las que se presenta principalmente arte virreinal de la entidad y también del país entero.
También se presentan de arte y temas contemporáneos donde se busca siempre la difusión por medio de la calidad y la excelencia de los mismos temas.
Por mencionar algunos ejemplos de las exposiciones temporales tenemos “La muerte niña” que es una exposición de fotografías del siglo XIX y XX y retratos al óleo del siglo XVIII que tiene como tema central los rituales de muerte en los infantes.

## Actividades realizadas
Entre las diferentes actividades se encuentran talleres orientados para los niños buscando su acercamiento y desarrollo a las actividades artísticas que correspondan a las exposiciones que se encuentren. Asimismo cuenta con visitas guiadas para escolares con previa reservación. 
Presta servicios para conciertos de cámara o para clases o conferencia en su sala musical, además de contar de prestar servicios para conferencias, congresos audiciones o presentaciones en el auditorio.
Ofrece los servicios bibliotecarios básicos, además de servicios multimedia, diferentes talleres lectores y de composición, se espera la creación de servicio para invidentes.